# Toledo Blades
Die Toledo Blades waren ein US-amerikanisches Eishockeyfranchise der International Hockey League in Toledo, Ohio. Die Spielstätte der Blades war die Toledo Sports Arena.

## Geschichte
Die Omaha Knights aus der International Hockey League wechselten 1963 in die Central Hockey League. Die IHL-Lizenz ging anschließend an die Toledo Blades über, die zur Saison 1963/64 den Spielbetrieb in der International Hockey League aufnahmen. Bereits ihn ihrer ersten Saison belegten sie mit 86 Punkten den ersten Platz nach der Hauptrunde und gewann schließlich das Play-off-Finale und somit den Turner Cup, die Meisterschaft der IHL. Des Weiteren wurden sie mit der Fred A. Huber Trophy als bestes Team der Hauptrunde ausgezeichnet.
Nachdem sich der Klub in den folgenden zwei Jahren nicht für die Endrunde qualifizieren konnte, gelang es dem Team in der Saison 1966/67 erneut, den Turner Cup zu gewinnen. Zwischen 1967 und 1970 nahmen die Blades an den Play-offs nicht mehr teil. Zum Ende der Saison 1969/70 wurde das Team in Toledo Hornets umbenannt.

## Saisonstatistik
Abkürzungen: GP = Spiele, W = Siege, L = Niederlagen, T = Unentschieden, OTL = Niederlagen nach Overtime SOL = Niederlagen nach Shootout, Pts = Punkte, GF = Erzielte Tore, GA = Gegentore, PIM = Strafminuten
| Saison  | GP | W  | L  | T  | OTL | SOL | Pts | Platz     | Playoffs               |
| 1963–64 | 70 | 41 | 25 | 4  | —   | —   | 86  | 1., IHL   | Sieger des Turner Cups |
| 1964–65 | 70 | 32 | 36 | 2  | —   | —   | 66  | 4., IHL   |                        |
| 1965–66 | 70 | 20 | 48 | 2  | —   | —   | 42  | 6., IHL   |                        |
| 1966–67 | 72 | 39 | 31 | 2  | —   | —   | 80  | 3., IHL   | Sieger des Turner Cups |
| 1967–68 | 72 | 29 | 29 | 14 | —   | —   | 72  | 5., IHL   |                        |
| 1968–69 | 72 | 41 | 23 | 8  | —   | —   | 90  | 2., IHL   |                        |
| 1969–70 | 72 | 32 | 33 | 7  | —   | —   | 71  | 2., South |                        |